# زجاجي العين المدموغ
زجاجي العين المدموغ أو قُراد الجِمال المدموغ (الاسم العلمي: Hyalomma impressum) هو نوع من العنكبوتيات يتبع جنس زجاجي العين من فصيلة اللبوديات الصلبة.